# Depressão de longa duração
Em neurofisiologia, a depressão de longa duração (LTD) é uma redução dependente de atividade das sinapses neuronais que dura por horas,  ou até mais, seguindo um estímulo longo padronizado. A LTD ocorre em várias áreas do SNC com mecanismos variados dependendo da região do encéfalo e no progresso do desenvolvimento. A LTD foi caracterizada principalmente no hipocampo e no cerebelo, porém há outras áreas nas quais os mecanismos de LTD são compreendidos também. A LTD já foi encontrada em diferentes tipos de neurônios, contudo, o neurotransmissor envolvido a maior parte das vezes na LTD é o L-glutamato.
O glutamato age em receptores N-metil-D- aspartato (NMDA), em receptores α-amino-3-hidróxi-5-metilisoxazole-4-propionato (AMPA), receptores kainato (KA) e receptores metabotrópicos(mGluRs) durante a LTD. Ela pode resultar de estimulação sináptica forte (como ocorre nas células de Purkinje do cerebelo) ou por estimulação sináptica fraca e persistente (como no hipocampo).Potenciação de longa duração (LTP) é o processo oposto à LTD; é o incremento duradouro na força da sinapse. Em conjunto, LTD e LTP são fatores que afetam a plasticidade neuronal sináptica. A LTD resulta da diminuição da densidade pós-sináptica de receptores, ainda que a diminuição da liberação pré-sináptica de neurotransmissores possa também exercer um papel.
A LTD cerebelar tem sido hipotetizada como importante para o aprendizado motor, mas é provável que outros mecanismos participem também. A LTD no hipocampo, por sua vez, pode ser importante para a limpeza de memórias velhas.
A LTD hipocampal/cortical pode ser dependente de  receptores NMDA, receptores metabotrópicos (mGluR) ou endocanabinóides. O resultado do mecanismo molecular de LTD subjacente é a fosforilação dos receptores do tipo AMPA e a redução dos mesmos na superfície pós sináptica.
LTD é um dos diversos processos que servem para enfraquecer seletivamente sinapses específicas para fazer um uso construtivo do reforço sináptico da LTP. Isso é necessário pois, caso o aumento em força sináptica não fosse interrompido, as sinapses atingiriam um teto de eficiência, que inibiria a codificação de informação. 

## Homeostase neural
É crucial para os neurônios manter um alcance variável de "outputs" neuronais. Se as sinapses fossem apenas reforçadas por feedback positivo,  elas eventualmente chegariam ao ponto de inatividade completa ou atividade excessiva. Para evitar que neurônios fiquem estáticos, há duas formas de plasticidade que proporcionam feedback negativo: metaplasticidade e "escalamento".Metaplasticidade é expressada como uma mudança na capacidade em provocar plasticidade sináptica subsequente, incluindo LTD e LTP. O modelo de Bienenstock, Cooper e Munro (modelo BCM) propõe que um certo limiar existe, tal que o nível de resposta pós-sinática abaixo do limiar leva à LTD e acima do limiar, à LTP. A teoria BCM ainda propõe que o nível desse limiar depende da média da quantidade de atividade pós-sináptica. O escalamento é encontrado quando a força de todos os "inputs" excitatórios de um neurônio são escalados para cima ou para baixo. LTP e LTP agem em conjunto com metaplasticidade e escalamento sináptico para manutenção do funcionamento correto das redes neurais.

## Formas gerais de LTD
A depressão de longa duração pode ser descrita tanto como homosináptica quanto como heterossináptica. A LTD homossináptica é restrita à sinapse individual que é ativada por um estímulo de baixa frequência.  Em outras palavras, essa forma de LTD é dependente de atividade, por que os eventos que causam o enfraquecimento sináptico ocorrem na mesma sinapse que está sendo ativada. A LTD homossináptica é também associativa, no sentido que ela correlaciona a ativação do neurônio pós-sináptico com os disparos do neurônio pré-sináptico.  A LTD heterossináptica, por sua vez, ocorre em sinapses que não são nem potenciadas nem inativas. O enfraquecimento da sinapse é independente da atividade dos neurônios pós ou pré-sinápticos, e sim o resultado dos disparos de um distindo interneurônio modulatório. Sendo assim, essa forma de LTD impacta sinapses próximas àquelas recebendo potenciais de ação

## Mecanismos de enfraquecimento sináptico

### Hipocampo
A LTD afeta as sinapses hipocampais entre as células da via colateral de Schaffer e as células piramidais da região CA1 e é dependente da resolução temporal e da frequência do influxo de cálcio.  A LTD ocorre nessas sinapses quando as células da colateral de Schaffer são estimuladas repetidamente por períodos extensos de tempo (10-15 minutos) em frequência baixa (aproximadamente 1 Hz). Potenciais excitatórios pós sinápticos (PEPS) deprimidos são o resultado desse padrão específico de estimulação. A magnitude do sinal de cálcio nas células pós-sinápticas determinam em grande parte se ocorrerá LTP ou LTD. A LTD ocorre em resposta a aumentos pequenos e lentos no nível de cálcio pós sináptico [carece de fontes?]. Quando a entrada de Ca<sups>2+ é abaixo do limiar, ela leva a LTP[carece de fontes?]. O nível do limiar na área CA1 está em uma escala deslizante que depende da história da sinapse. Se a sinapse já foi submetida a  LTP, o limiar é aumentado, aumentando a probabilidade que o influxo de cálcio levará à LTD. Dessa forma, um sistema de "feedback negativo" mantém a plasticidade sináptica. A ativação de receptores NMDA, que  pertencem à um grupo de receptores ionotrópicos de glutamato (iGluRs) é requerida para a entrada de cálcio na célula dós-sináptica do CA1. Mudanças de voltagem providenciam um controle gradual do influxo de  Ca2+ pós sináptico através da regulação o influxo de  Ca2+ dependente de  receptores NMDA, responsável pela iniciação da LTD. 
Enquanto a LTP ocorre devido a , em parte, a ativação de quinases como a CAMKII, que fosforilam proteínas alvo, a LTD ocorre a partir da ativação de fosfatases dependentes de cálcio que desfosforilam as proteínas alvo. A ativação seletiva dessas fosfatases através da variação dos níveis de cálcio pode ser responsável pelos diferentes efeitos do cálcio observados durante LTD.  A atvação de fosfatases pós sinápticas causam a internalização de receptores AMPA (outro tipo de iGluR) na célula pós sináptica atrav[e de mecanismos de endocitose dependetendes de clatrina, reduzindo a sensibilidade ao glutamato liberado pelos terminais na colateral de Schaffer.